# Alessandro Bonino (scrittore)
Alessandro Bonino (Cuneo, 25 luglio 1974) è uno scrittore, editore e blogger italiano.

## Biografia
Creatore nel 2005 del blog di attualità Spinoza, nel 2008 invita al suo fianco Stefano Andreoli, con il quale dà un taglio più fortemente satirico al blog, al quale possono contribuire anche altri utenti grazie all'apertura del forum Laboratorio permanente di satira. Il blog, voce del collettivo spinozista, è vincitore del premio "Miglior blog italiano" per l'anno 2009, 2010 e 2011 e del premio della satira di Forte dei Marmi.
Nel 2007, sempre insieme a Stefano Andreoli, ha curato il libro "Sempre cara mi fu quest'ernia al colon" basato sul gioco del fincipit.
È tra gli autori dell'agenda Comix per gli anni 2008, 2009, 2010 e 2011, redattore della rivista L'Accalappiacani, collabora alla rivista Il Canemucco e dirige, insieme a Stefano Andreoli, la collana Sbalzi d'umore per Aliberti Editore.
Nel 2008, così come anche nel 2011, il suo blog, "E io che mi pensavo", è stato premiato il miglior blog letterario dell'anno ai Macchianera Blog Awards.
Nel 2009 esce, in formato digitale ebook, uno scritto intitolato "Volevo essere un neo-distruzionista ma la mamma non mi avrebbe lasciato". L'autore scrive di esso, nel suo sito, che si tratta di «un ebook gratuito scemo che si chiama Volevo essere un neo-distruzionista ma la mamma non mi avrebbe lasciato, ormai introvabile perché programmaticamente destinato al mercato dei collezionisti».
Nel 2010 è il curatore del libro "Spinoza, un libro serissimo.", tratto dall'omonimo blog, edito da Aliberti Editore.
Nel 2011, insieme a Paolo Nori, ha fondato la casa editrice Sugaman. Nello stesso anno, per Aliberti Editore, esce "Spinoza, una risata vi disseppellirà.".
Nel 2012, esce il terzo volume di Spinoza, dal titolo "Spinoza, qualcosa di completamente diverso.", Aliberti Editore.

## Stile
Lo stile di Alessandro Bonino è quello di una scrittura agile, diretta, attenta alle vicende che spesso passano inosservate nella vita quotidiana; uno stile che intesse trame di elucubrazioni intorno a eventi apparentemente di poco conto.
(A. Bonino - da E io che mi pensavo - 15 ottobre 2008)
Stile e contenuti della sua scrittura si possono incontrare nel suo blog personale, dove si produce nella descrizione quasi quotidiana dei pensieri talvolta bizzarri che girano attorno agli episodi più normali.
Ma si pensi anche alla breve biografia che dà di sé, in cui sottolinea come eventi degni di nota i seguenti fatti: «una volta in bici ha investito un bambino piccolo, che una volta ha fatto pipì in una borraccia, che una volta a carnevale si è dipinto un casco sulla testa, che da piccolo giocava a calcio in mezzo al campo leggendo topolino tutto il tempo e partecipando al gioco solo se la palla si avvicinava», chiudendo ironicamente, affermando che scrivere di se stessi in terza persona è «una cosa un po′ da matti»..

## Pubblicazioni
- Sempre cara mi fu quest'ernia al colon (Mondadori, 2007, ISBN 8804572388)
- Volevo essere un neo-distruzionista ma la mamma non mi avrebbe lasciato (2009, pubblicato in Creative-Commons)
- Spinoza, un libro serissimo. (Aliberti, 2010, ISBN 8874245823)
- Spinoza, una risata vi disseppellirà. (Aliberti, 2011, ISBN 8874247397)
- Vade retro! Manuale di autodifesa dalle religioni (quasi tutte) (Aliberti, 2011, ISBN 9788874248094)
- Spinoza, qualcosa di completamente diverso. (Aliberti, 2012, ISBN 8874249225)

### Traduzioni
- Bruce Sterling, Il bisturi napoletano (40kBooks, 2010, ISBN 9788865860137)